# Some Girl
Pour plus de détails, voir Fiche technique et Distribution.
Some Girl est un film américain réalisé par Rory Kelly, sorti en 1998.

## Fiche technique
- Titre : Some Girl
- Réalisation : Rory Kelly
- Scénario : Marissa Ribisi (en) et Brie Shaffer
- Photographie : Amy Vincent
- Pays de production : États-Unis
- Format : Couleurs - Stéréo
- Genre : comédie romantique
- Durée : 94 minutes
- Date de sortie : 1998

## Distribution
- Marissa Ribisi (en) : Claire
- Juliette Lewis : April
- Michael Rapaport : Neal
- Giovanni Ribisi : Jason
- Pamela Adlon : Jenn
- Trevor Goddard : Ravi
- Kristin Dattilo : Suzanne
- David Gail (en) : Mitchell
- Glenn Quinn : Jeff
- John Getz : le père de Claire
- Sam Saletta : Mike
- Jeremy Sisto : Chad
- Mariah O'Brien : Thrift Store Cashier
- Adam Goldberg : Freud
- Mike O'Malley : Dan
- Mike Doyle : Steven
- Mark Valley : Officier de police
- Leisha Hailey